# Paul van Somer

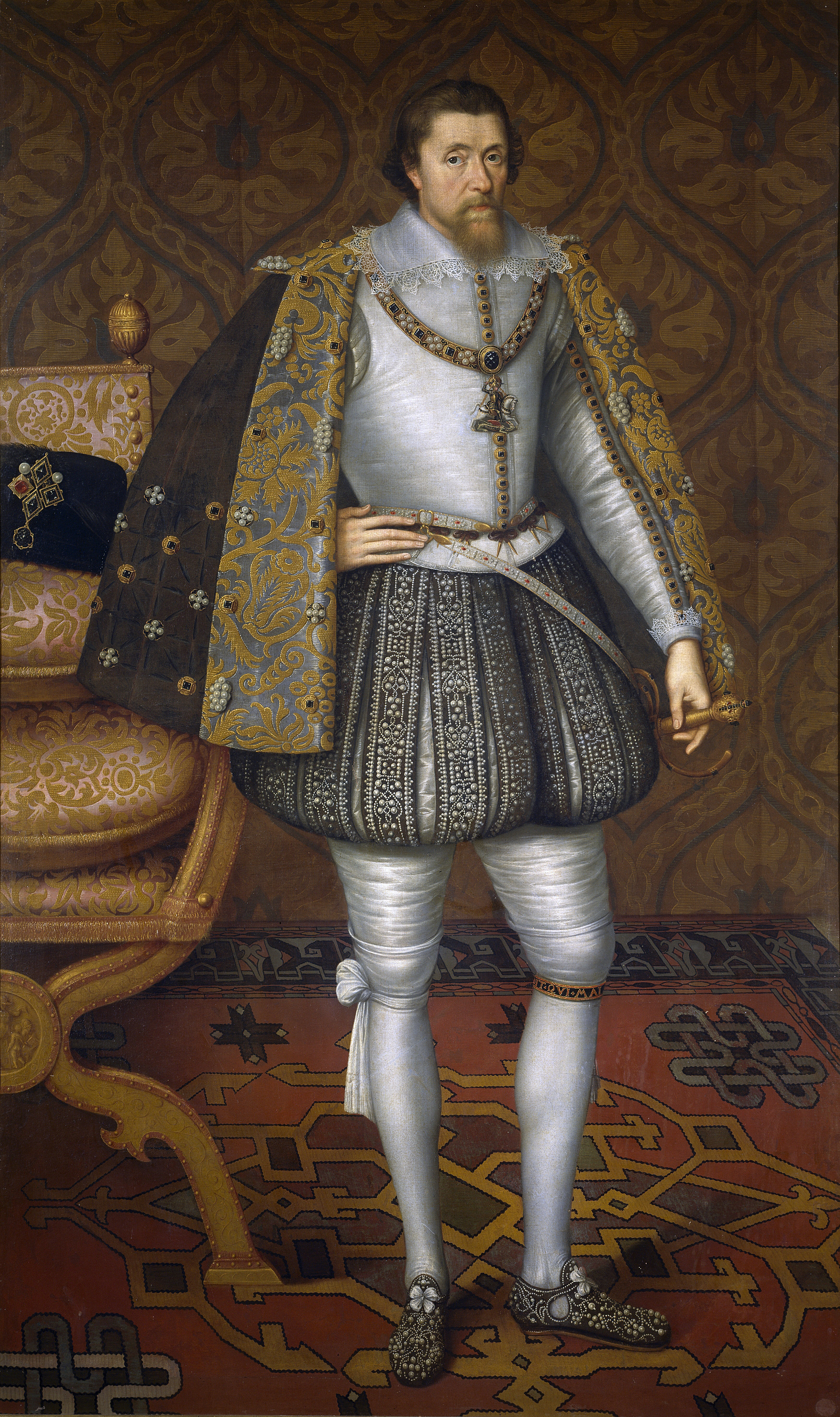
Paul van Somer: Porträt König Jakob I., um 1605

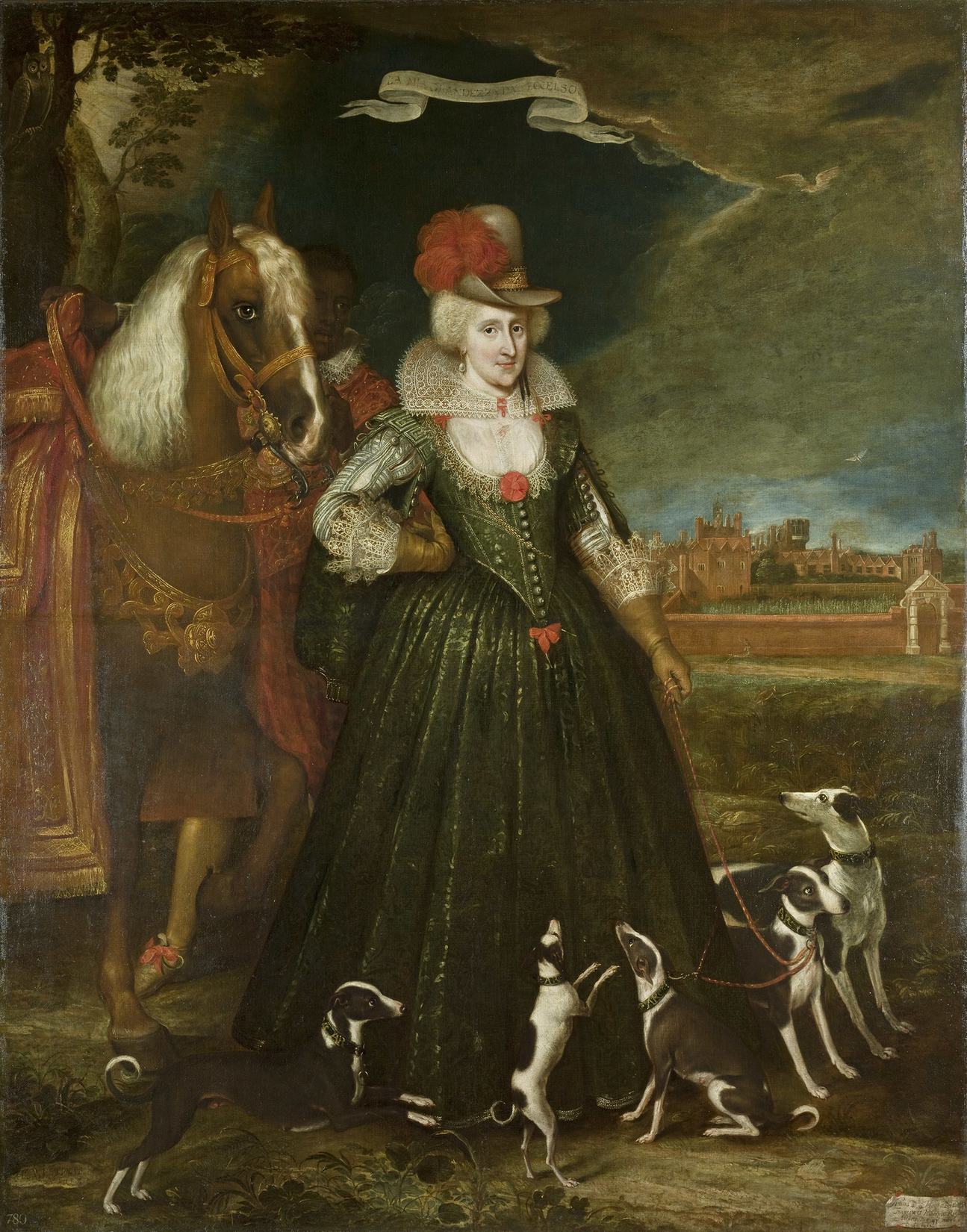
Jagdporträt Annes von Dänemark mit Pferd, Reitknecht und Meute, 1617

Paul van Somer (* um 1577; † begraben 5. Januar 1622 in London), auch genannt Paulus van Somer oder Paul Van Someren, war Hofmaler am Hof Jakobs I. von England.
Er wird manchmal als Paul van Somer I bezeichnet, um ihn von dem gleichnamigen Kupferstecher zu unterscheiden, der zwischen 1670 und 1694 in England tätig war.

## Leben
Quellen zu Paul von Somers Leben sind spärlich. Laut Karel van Manders Schilder-Boek war er der Bruder von Barend van Someren (1572–1632), der nach seiner Rückkehr aus Italien die Tochter von Aert Mytens heiratete. Van Mander erwähnt nicht, ob Paul seinen Bruder nach Italien begleitet hat, und bemerkt nur, dass Paul noch Junggeselle war. Laut Angaben des Netherlands Institute for Art History (RKD) lebte er in den Jahren 1612 bis 1614 im Haus von Steven de Gheyn in Leiden, während des Jahres 1616 in Brüssel und zog danach nach London, wo er Hofmaler wurde. Van Somer kam aus Antwerpen nach England, nachdem er weit in Nordeuropa gereist war. Booth Tarkington nennt als Jahr seiner Ankunft 1606. Dauerhaft in England lebte er von 1617 bis 1622.
Während der Herrschaft von Jakob I. wurde er einer der führenden Porträtmaler des königlichen Hofes und des englischen Adels. Er malte eine Reihe von Porträts von Jakob und seiner Gemahlin, Königin Anne von Dänemark und Mitgliedern des königlichen Hofs, wie Ludovic Stuart, Graf von Lennox, des Lordkanzlers Francis Bacon, von Elizabeth Stanley, Gräfin von Huntingdon und Lady Anne Clifford, die in ihrem Tagebuch erwähnt, dass sie am 30. August 1619 von ihm gemalt wurde.
Kopien von van Somers königlichen Porträts wurden oft in Auftrag gegeben, um sie als Geschenke an europäische Höfe oder nach Übersee zu schicken. Viele Porträts wurden auch durch Kupferstiche reproduziert.
Van Somer erhielt weitere Aufträge auch von außerhalb des Hofs. Lady Anne Clifford erwähnt in ihrem Tagebuch, dass sie am 30. August 1619 von ihm gemalt wurde. Eine Kuriosität in van Somers Werk ist sein Porträt von Elizabeth Drury (1596–1610), einem Mädchen, das durch John Donnes Gedichte auf ihren Tod, „An Anatomy of the World“, berühmt wurde. Van Somer könnte das Porträt einige Jahre nach Elizabeths Tod gemalt haben, oder möglicherweise während ihrer Reise mit ihren Eltern auf den Kontinent kurz vor ihrem Tod. Das Porträt ist insofern bemerkenswert, als die Dargestellte in einer halb liegenden Position abgebildet ist – ungewöhnlich für einen Nicht-Akt dieser Zeit –, was, wie H. L. Meakin anmerkt, als Zeichen eines philosophischen oder melancholischen Charakters gedacht sein könnte, wie in Nicholas Hilliards Porträt von Henry Percy, Earl of Northumberland.
Er vollendete 1616 ein viel reproduziertes Porträt von James I. und ein Jahr später eines von Königin Anne in Jagdbekleidung mit ihrem afrikanischen Sklaven, Pferd und Jagdhunden auf dem Gelände von Oatlands. Zu diesem Zeitpunkt war Van Somer bereits Annes Lieblingsmaler und hatte John de Critz und Marcus Gerards den Jüngeren verdrängt.
Paul van Somer starb in London und wurde am 5. Juni 1622 in St. Martin in the Fields beigesetzt.

## Rezeption
Van Somers Leistung wird in den Galerienotizen der Royal Collection wie folgt beschrieben: „Wie Daniel Mytens, der sich 1618 aus den Niederlanden in London niedergelassen hatte und Van Somers Nachbar in der St. Martin’s Lane war, brachte Van Somer eine neue Größe, Geläufigkeit und einen neuen Naturalismus in die britische Hofporträtmalerei ein.“ Die Meinung über van Somers Werk war jedoch geteilt: Horace Walpole hielt eines von Somers Porträts für so fein wie ein Van Dyck, und Booth Tarkington meinte in seiner psychologischen Studie „King James in Faded Paint“, dass „Paulus van Somer Gaben hatte, und eine davon war für die Wahrnehmung des Charakters“. Auf der anderen Seite verurteilte der Kunstkritiker John Rothenstein van Somers Arbeit als stumpf und schwerfällig.
Werke von Paul van Somer wurden ab dem 17. Jahrhundert als Kupferstiche oder Mezzotinto reproduziert, u. a. von 
Robert Dunkarton (1744–1815), John and Charles Esplin, auch genannt Esplens, (tätig um 1720–1743), Valentine Green, Simon de Passe und George Vertue (1654–1756).